# نظام بيتوت ثابت

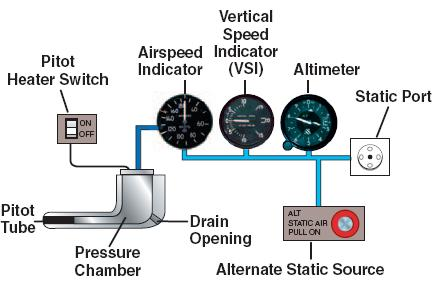
رسم تخطيطي لنظام بيتوت الثابت بما في ذلك أنبوب بيتو، وأدوات بيتوت ثابتة ومنفذ ثابت.

نظام بيتوت ثابت (بالإنجليزية: Pitot-static system)‏ هو نظام من الأدوات الحساسة للضغط التي تستخدم غالبًا في الطيران لتحديد السرعة الجوية للطائرة، وعدد ماخ، والارتفاع، واتجاه الارتفاع. يتكون النظام الثابت للبيتوت عمومًا من أنبوب بيتوت، ومنفذ ثابت، وأدوات بيتوت ثابتة.

## ضغط البيتوت الثابت

أمثلة على أنبوب البيتوت والأنبوب الثابت وأنبوب بيتوت الثابت.

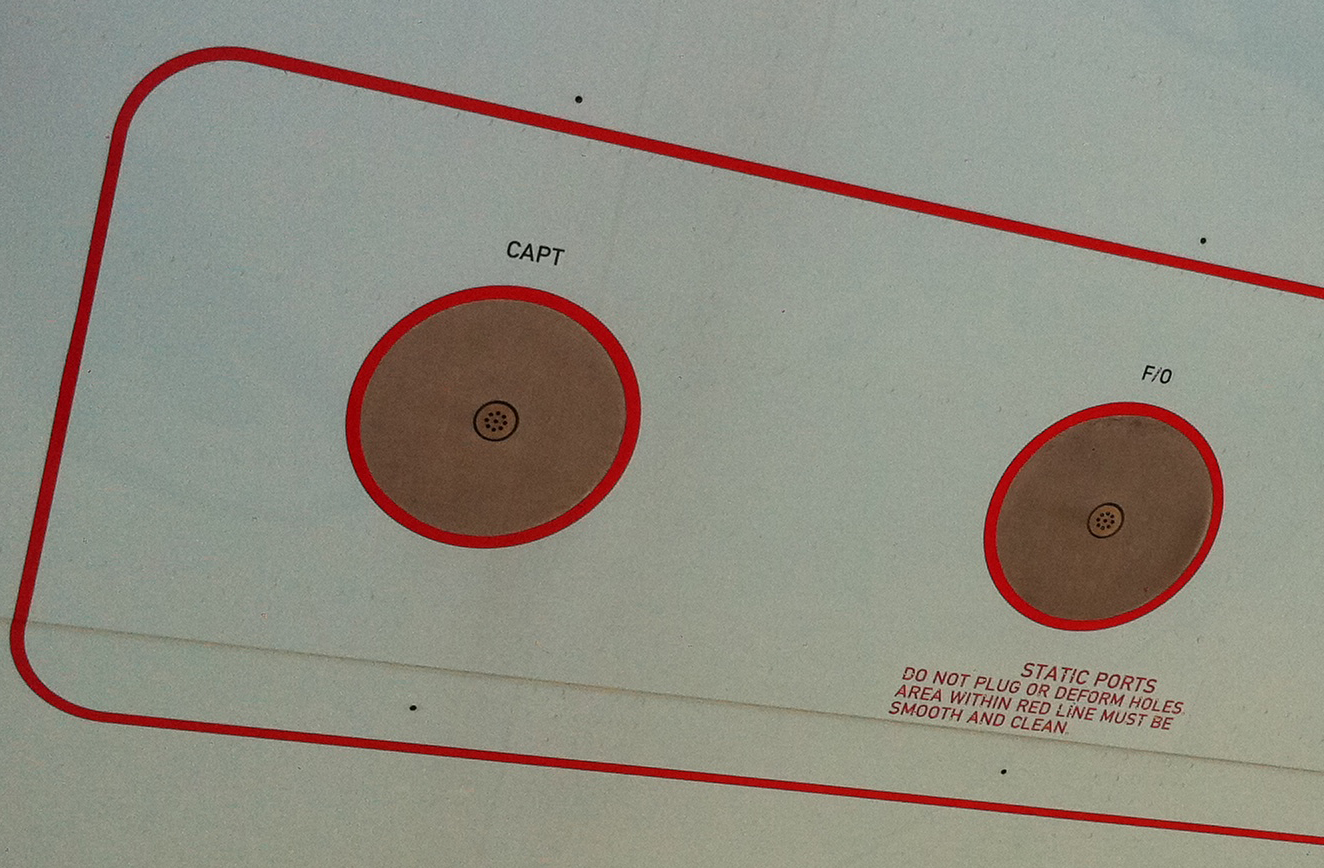
منافذ ثابتة مثبتة في طائرة ركاب إيرباص A330.

يستخدم نظام بيتوت الثابت للأجهزة مبدأ تدرج ضغط الهواء. إنه يعمل عن طريق قياس الضغوط أو اختلافات الضغوط واستخدام هذه القيم لتقييم السرعة والارتفاع. 

### ضغط البيتوت
يتم الحصول على ضغط البيتوت من أنبوب البيتوت. ضغط البيتوت هو مقياس لضغط هواء الدفع (ضغط الهواء الناتج عن حركة السيارة أو ضغط الهواء في الأنبوب)، والذي، في ظل الظروف المثالية، يساوي ضغط الركود، ويسمى أيضًا الضغط الكلي. غالبًا ما يوجد أنبوب بيتوت على الجناح أو الجزء الأمامي من الطائرة، متجهًا للأمام، حيث يتعرض فتحته للرياح النسبية. من خلال وضع أنبوب البيتوت في مثل هذا الموقع، يُقاس ضغط الهواء بشكل أكثر دقة لأنه سيكون أقل تشوهًا بواسطة هيكل الطائرة. عندما تزيد سرعة الهواء، يزداد ضغط هواء الدفع، والذي يمكن ترجمته بواسطة مؤشر سرعة الهواء. 

### الضغط الثابت
يُحصَل على الضغط الثابت من خلال منفذ ثابت. غالبًا ما يكون المنفذ الثابت عبارة عن ثقب مثبت على جسم الطائرة، ويقع حيث يمكنه الوصول إلى تدفق الهواء في منطقة غير مضطربة نسبيًا. قد تحتوي بعض الطائرات على منفذ ثابت واحد، بينما قد يكون لدى البعض الآخر أكثر من منفذ ثابت واحد. في الحالات التي تحتوي فيها الطائرة على أكثر من منفذ ثابت واحد، عادةً ما يكون هناك منفذ واحد موجود على كل جانب من جسم الطائرة. مع هذا الوضع، يمكن أخذ متوسط الضغط، مما يسمح بقراءات أكثر دقة في حالات طيران محددة. 

## أدوات البيتوت الثابت

### مؤشر سرعة الطيران
مؤشر سرعة الهواء متصل بكل من مصدر الضغط الساكن والبيتوت. يُسمى الفرق بين ضغط البيتوت والضغط الساكن الضغط الديناميكي. كلما زاد الضغط الديناميكي، زادت سرعة الهواء المسجلة. يحتوي مؤشر سرعة الهواء الميكانيكي التقليدي على غشاء ضغط متصل بأنبوب البيتوت. الغلاف حول الحجاب الحاجز محكم الإغلاق ويُنَفَّس إلى المنفذ الثابت. كلما زادت السرعة، زاد ضغط الدفع، وزاد الضغط على الحجاب الحاجز، وزادت حركة الإبرة من خلال الوصلة الميكانيكية. 

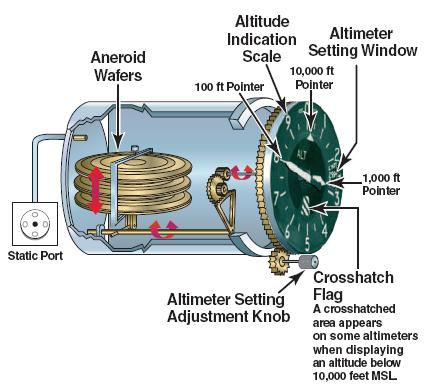
رقاقة اللاسائلية لمقياس الارتفاع.

### مقياس الارتفاع
مقياس الارتفاع بالضغط، المعروف أيضًا باسم مقياس الارتفاع البارومتري، يستخدم لتحديد التغيرات في ضغط الهواء التي تحدث مع تغير ارتفاع الطائرة. يجب معايرة أجهزة قياس ارتفاع الضغط قبل الرحلة لتسجيل الضغط كارتفاع فوق مستوى سطح البحر. حالة أداة مقياس الارتفاع محكمة الإغلاق ولها فتحة تهوية إلى المنفذ الثابت. داخل الجهاز، يوجد مقياس لا سائلي مختوم. مع انخفاض الضغط في الحالة، يتمدد البارومتر الداخلي، والذي يُتَرجَم ميكانيكيًا إلى تحديد الارتفاع. يكون العكس صحيحًا عند النزول من ارتفاعات أعلى إلى ارتفاعات منخفضة.

### ماكميتر
سوف تشتمل الطائرات المصممة للعمل بسرعات فوق صوتية أو فوق صوتية على آلة. يستخدم جهاز قياس سرعة الهواء لإظهار نسبة سرعة الهواء الحقيقية فيما يتعلق بسرعة الصوت. تقتصر معظم الطائرات الأسرع من الصوت على الحد الأقصى لعدد ماخ الذي يمكنها من الطيران، وهو ما يُعرف باسم «حد ماخ». يُعرَض رقم ماخ على آلة في شكل كسر عشري.

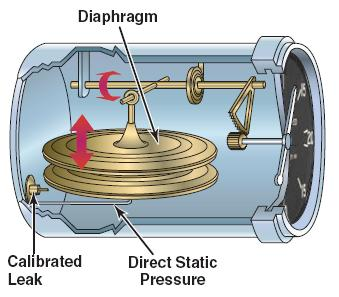
مؤشر سرعة عمودي.

### مؤشر السرعة العمودية
المتغير، المعروف أيضًا باسم مؤشر السرعة العمودية (VSI)، هو أداة بيتوت ثابت المستخدَم لتحديد ما إذا كانت الطائرة تطير في رحلة مستوية أم لا. تُظهِر السرعة الرأسية على وجه التحديد معدل الصعود أو معدل الهبوط، والذي يُقاس بالأقدام في الدقيقة أو بالمتر في الثانية. تُقاس السرعة الرأسية من خلال وصلة ميكانيكية بغشاء موجود داخل الجهاز. تُهَوَّى المنطقة المحيطة بالحجاب الحاجز إلى المنفذ الساكن من خلال تسرب معاير (والذي قد يُعرف أيضًا باسم «الناشر المقيد»). عندما تبدأ الطائرة في زيادة الارتفاع، سيبدأ الحجاب الحاجز في الانكماش بمعدل أسرع من التسرب المعاير، مما يتسبب في إظهار الإبرة سرعة عمودية موجبة. يكون عكس هذا الموقف صحيحًا عندما تهبط الطائرة. يختلف التسرب المُعاير من نموذج إلى آخر، لكن متوسط الوقت الذي يستغرقه الحجاب الحاجز لمعادلة الضغط يتراوح بين 6 و 9 ثوانٍ.

## أخطاء بيتوت الثابت
هناك العديد من المواقف التي يمكن أن تؤثر على دقة أدوات بيتوت الثابت. تتضمن بعض هذه الإخفاقات في نظام بيتوت نفسه، والذي يمكن تصنيفه على أنه «أعطال في النظام»، بينما يكون البعض الآخر نتيجة لوضع أداة خاطئة أو عوامل بيئية أخرى، والتي يمكن تصنيفها على أنها «أخطاء ملازمة». 

### أعطال النظام

#### أنبوب البيتوت المغلق
أنبوب البيتوت المسدود هو مشكلة ثابتة ستؤثر فقط على مؤشرات سرعة الهواء. سوف يتسبب أنبوب بيتوت المسدود في أن يسجل مؤشر سرعة الهواء زيادة في السرعة عند صعود الطائرة، على الرغم من أن السرعة الفعلية ثابتة. (طالما أن فتحة التصريف مسدودة أيضًا، فقد يتسرب ضغط الهواء إلى الغلاف الجوي). يحدث هذا بسبب بقاء الضغط في نظام البيتوت ثابتًا عندما يتناقص الضغط الجوي والضغط الساكن. على العكس من ذلك، سيُظهر مؤشر السرعة انخفاضًا في السرعة الجوية عند هبوط الطائرة. أنبوب البيتوت عرضة للانسداد بسبب الجليد أو الماء أو الحشرات أو بعض العوائق الأخرى. لهذا السبب، توصي وكالات تنظيم الطيران مثل إدارة الطيران الفيدرالية الأمريكية (FAA) بفحص أنبوب البيتوت بحثًا عن أي عوائق قبل أي رحلة. لمنع التجمد، جُهِّز العديد من أنابيب البيتوت بعنصر تسخين. وجود أنبوب بيتوت ساخن مطلوبٌ في جميع الطائرات المعتمدة على قواعد الطيران الآلي باستثناء الطائرات المصممة خصيصًا للهُواة.

#### المنفذ الثابت المُغلق
يعتبر المنفذ الساكن المسدود موقفًا أكثر خطورة لأنه يؤثر على جميع أدوات بيتوت الثابت. أحد أكثر الأسباب شيوعًا لإغلاق المنفذ الثابت هو تثليج هيكل الطائرة. سيؤدي المنفذ الثابت المحظور إلى تجميد مقياس الارتفاع بقيمة ثابتة، وهو الارتفاع الذي عنده يُحظر المنفذ الثابت. سيقرأ مؤشر السرعة العمودي الصفر ولن يتغير على الإطلاق، حتى لو زادت السرعة العمودية أو انخفضت. سيعكس مؤشر سرعة الهواء الخطأ الذي يحدث مع أنبوب بيتوت المسدود ويُسبب قراءة سرعة الهواء أقل مما هي عليه في الواقع أثناء صعود الطائرة. عندما تهبط الطائرة، سيُفَرَّط في الإبلاغ عن السرعة الجوية. في معظم الطائرات ذات الكبائن غير المضغوطة، يتوفر مصدر بديل ثابت ويمكن اختياره من داخل قمرة القيادة.

### أخطاء مُتأصِّلة
قد تندرج الأخطاء المتأصلة في عدة فئات، كل منها يؤثر على أدوات مختلفة. تؤثر أخطاء الكثافة على الأجهزة التي تقيس سرعة الهواء والارتفاع. هذا النوع من الخطأ ناتج عن تغيرات في الضغط ودرجة الحرارة في الغلاف الجوي. يمكن أن يحدث خطأ في الانضغاط لأن ضغط الصدمة سيؤدي إلى ضغط الهواء في أنبوب البيتوت. عند ارتفاع ضغط مستوى سطح البحر القياسي، فإن معادلة المعايرة تفسر الضغط بشكل صحيح، لذلك لا يوجد خطأ في الانضغاط عند مستوى سطح البحر. في الارتفاعات العالية، لا يُحسَب الضغط بشكل صحيح وسيؤدي إلى قراءة الجهاز أكبر من سرعة الهواء المكافئة. يمكن الحصول على تصحيح من الرسم البياني. يصبح خطأ الانضغاط مهمًا عند الارتفاعات فوق 10,000 قدم (3,000 م) وبسرعة أكبر من 200 عقدة (370 كم/س) . التباطؤ هو خطأ ناتج عن الخواص الميكانيكية للكبسولات اللاسائلية الموجودة داخل الأدوات. هذه الكبسولات، المستخدمة لتحديد فروق الضغط، لها خصائص فيزيائية تقاوم التغيير من خلال الاحتفاظ بشكل معين، على الرغم من أن القوى الخارجية قد تغيرت. تحدث أخطاء الانعكاس بسبب قراءة ضغط ثابتة خاطئة. قد تكون هذه القراءة الخاطئة ناتجة عن تغييرات كبيرة بشكل غير طبيعي في درجة حرارة الطائرة. سيؤدي التغيير الكبير في درجة الصوت إلى عرض لحظي للحركة في الاتجاه المعاكس. تؤثر أخطاء الانعكاس بشكل أساسي على مقاييس الارتفاع ومؤشرات السرعة العمودية. 

#### أخطاء الموقع
فئة أخرى من الأخطاء المتأصلة هي خطأ الموقع. ينتج خطأ الموقع عن اختلاف الضغط الساكن للطائرة عن ضغط الهواء البعيد عن الطائرة. يحدث هذا الخطأ بسبب تدفق الهواء عبر المنفذ الثابت بسرعة مختلفة عن السرعة الجوية الحقيقية للطائرة. قد تؤدي أخطاء الموضع إلى أخطاء إيجابية أو سلبية، اعتمادًا على أحد العوامل المتعة العوامل السرعة الجوية، والزاوية المواجهة، ووزن الطائرة، والتسارع، وتكوين الطائرة، وفي حالة طائرات الهليكوبتر، الغسل الدوار (Downwash). هناك فئتان من أخطاء الموقع، وهما «أخطاء ثابتة» و «أخطاء متغيرة». تُعَرَّف الأخطاء الثابتة على أنها أخطاء خاصة بنموذج معين من الطائرات. تحدث الأخطاء المتغيرة بسبب عوامل خارجية مثل الألواح المشوهة التي تعيق تدفق الهواء، أو حالات معينة قد تزيد من إجهاد الطائرة. 

#### أخطاء التأخير
تحدث أخطاء التأخير بسبب حقيقة أنّ أي تغييرات في الضغط الساكن أو الديناميكي خارج الطائرة تتطلب قدرًا محدودًا من الوقت لتشق طريقها إلى أسفل الأنبوب وتؤثر على أجهزة القياس. يعتمد هذا النوع من الخطأ على طول وقطر الأنبوب وكذلك الحجم داخل أجهزة القياس.

## بعض الكوارث ذات الصلة بالبيتوت
- 6 فبراير 1996 - تحطمت رحلة بيرجينير رقم 301 في البحر بعد وقت قصير من إقلاعها بسبب قراءات غير صحيحة من مؤشر السرعة الجوية. السبب المشتبه به هو أنبوب بيتوت المغلق (لم يُؤَكَّد ذلك أبدًا، حيث لم يُعثَر على حطام الطائرة).[9]
- 2 أكتوبر 1996 - تحطمت رحلة بيرو رقم 603 بسبب انسداد المنافذ الثابتة. لُصِقَت المنافذ الثابتة على الجانب الأيسر من الطائرة أثناء إزالة الشعر بالشمع وتنظيفها. بعد الانتهاء من المهمة، لم يُزال الشريط.[10]
- 23 فبراير 2008 - تحطم قاذفة نورثروب غرومان بي 2 سبيرت في غوام (Guam) بسبب الرطوبة. تبلغ تكلفة هذه الطائرة حوالي 1.4 مليار دولار.[11]